# Bernard Spilsbury

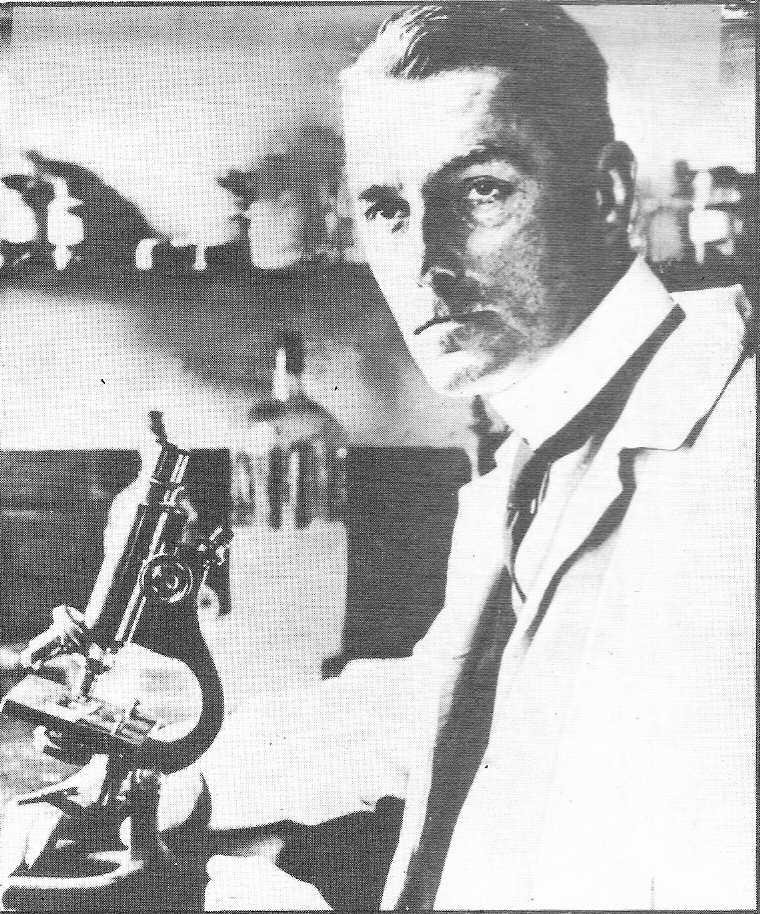
Bernard Spilsbury (um 1920)

Sir Bernard Henry Spilsbury (* 16. Mai 1877 in Leamington Spa, Warwickshire; † 17. Dezember 1947 in London) war ein britischer Pathologe und Rechtsmediziner.
Er war an der Lösung bedeutender britischer Kriminalfälle, wie den Badewannen-Morden, dem Fall Dr. Crippen, dem Fall der Schrankkoffermorde von Brighton, dem Fall Podmore und dem Fall Vera Page beteiligt. In der Operation Mincemeat agierte er als gerichtsmedizinischer Berater.

## Leben
Spilsbury studierte am Magdalen College in Oxford und dem St Mary’s Hospital in London und spezialisierte sich auf die damals neue Wissenschaft der Rechtsmedizin. Bekannt wurde Spilsbury durch den Fall des Dr. Crippen im Jahre 1910, in dem er auch als Gutachter während des Strafprozesses auftrat. Er führte in seiner Laufbahn Tausende Autopsien durch, nicht nur an Mordopfern, sondern auch an hingerichteten Kriminellen. In Schottland trat er auch als Gutachter für die Verteidigung auf, wegen seines Amtes als Polizeipathologe war ihm dies in England und Wales nicht möglich.
Spilsbury wurde 1923 in den Adelsstand erhoben. Er wurde zudem Honorarpathologe des britischen Innenministeriums, lehrte Rechtsmedizin am University College Hospital der London School of Medicine for Women und dem St Thomas’ Hospital. Er war Mitglied der Royal Society of Medicine und Freimaurer.
Nach dem Tod seiner beiden Söhne (durch den Bombenkrieg bzw. durch Tuberkulose), seiner Frau und seiner Schwester beging er 1947 in seinem Labor am University College in London Suizid durch Gas. Seine Leiche wurde im Golders Green Crematorium in London kremiert und die Asche auf dem Gelände des dortigen Garden of Rest verstreut.